# Turovice
Turovice (in tedesco Turowitz) è un comune della Repubblica Ceca facente parte del distretto di Přerov, nella regione di Olomouc.